# Theridion mollissimum
Theridion mollissimum är en spindelart som beskrevs av Ludwig Carl Christian Koch 1872. Theridion mollissimum ingår i släktet Theridion och familjen klotspindlar. Inga underarter finns listade i Catalogue of Life.